# Жамцангийн Дамдинсурэн
Жамцангийн Дамдинсурэн (монг. Жамцангийн Дамдинсүрэн; 1898 — 1938) — монгольский политик, член МНРП, председатель Президиума Государственного Малого хурала МНР с 16 января 1927 по 23 января 1929 года.

## Биография
Родился в Сэцэн-чин-нойоновском хошуне аймака Цэцэрлэг-Мандал (ныне сомон Идэр аймака Завхан). С восьми лет начал изучать тибетский язык; в 12 лет он приступил к изучению классической монгольской письменности в школе, устроенной в юрте. В 16 лет его взяли писарем в хошунную администрацию. В 1923 году он начал работать писцом в местной администрации в Жавхланте, затем его назначили главой администрации нового сельского района (сомона).
В 1925 году его избрали делегатом на IV съезд Монгольского революционного союза молодёжи (МРСМ). На этом съезде Дамдинсурэн был избран членом президиума МРCM и руководителем Центрального комитета МРСМ. V съезд МНРП избрал его кандидатом в члены ЦК МНРП, а Великий Хурал избрал его членом Малого Хурала. В 1927 году VI съезд МРСМ переизбрал его председателем МРСМ, а VI съеззд МНРП избрал его членом ЦК МНРП, а ЦК избрал его в члены Презилиума ЦК МНРП. IV Великий Хурал переизбрал его в Малый Хурал, а Малый Хурал избрал председателем Президиума Государственного Малого Хурала МНР. Этот пост Дамдинсурэн занимал с 16 января 1927 по 23 января 1929 года.
Пятый Великий Хурал, проходивший в декабре 1928 — январе 1929, назначил его заместителем премьер-министра и министром сельского хозяйства. VII съезд МРМС освободил его от обязанностей председателя ЦК МРМС. Когда в 1929 году министерство было разделено, Дамдинсурэн стал министром животноводства. В 1930 году VIII съезд МНРП освободил его от обязанностей члена Президиума ЦК МНРП, и Дамдинсурэн стал главой секретариата отдела агитации ЦК. В 1930—1931, когда началась кампания по коллективизации, он вернулся в Дзабханский аймак и работал там секретарём коммуны и директором коллективного хозяйства (хамтрал). C 1931 по 1934 год работал в Улан-Баторе генеральным секретарём монгольских кооперативов, но затем он снова вернулся в Завхан, чтобы возглавить отдел местного кооперативного производства. С 1934 по 1938 год Дамдинсурэн был вторым заместителем главы администрации Дзабханского аймака и главой отдела животноводства.
В 1938 году Дамдинсурэн был обвинен в контрреволюционной деятельности, арестован и казнён. Реабилитирован в 1959 году.